# Az Osztrák–Magyar Monarchia veszteséglistája az első világháborúban
A Verlustliste (veszteséglista, veszteséglajstrom) a Nagy Háború (első világháború) idején a Császári és Királyi (K.u.K.) Hadsereg Hadügyminisztériuma által szinte napi rendszerességgel kiadott jelentéssorozat volt. A jellemzően 40–80 oldalas füzetek (összesen több, mint 39 000 oldal) a tisztek, az egyéves önkéntesek, majd a legénységi állomány veszteségeit tartalmazzák a katonai névsorokban.
1914–1915-ben ezen jelentések pótlásokat és kiegészítéseket is tartalmaztak, 1915-től a füzetek végén kiegészítéseket és javításokat tettek közzé.
Az anyag az Monarchia teljes területéről (Csehország, Galícia, Tirol, Magyarország, Bosznia-Hercegovina, Ausztria stb.) besorozott katonák adatait tartalmazza, a füzetekben jellemzően a következő adatok szerepelnek: név, rang, katonai egység neve, illetőségi hely, születés éve és a „veszteség típusa”. Ez utóbbi lehet elhalálozás (általában dátummal), sérülés, hadifogságba esés (sokszor hellyel együtt).
A Verlustlistével párhuzamosan futott 1918-ig egy másik sorozat is Nachrichte über Verwundete und Kranke (Hírek a sebesültekről és betegekről) címmel, közel 28 000 oldal terjedelemben: ezen adatbázis a sérültekről megadja a sérülésük típusát és azt, hogy a Monarchia melyik kórháza kezeli a sérültet, továbbá a halálozás okát és esetlegesen a temetés pontos helyét.
A Kramerius digitális könyvtár állományát, így a Verlustliste szkennelt képeit is, bárki használhatja. A Kramerius anyagában keresni is lehet, de a felhasznált technológia (nyers OCR) miatt nem biztos, hogy sikerül mindent megtalálni.
A Verlustliste anyagát 2014 tavaszán az Osztrák Nemzeti Könyvtár is elérhetővé tette az interneten.